# Жан-Філіпп Дорелль
Жан-Філіпп Дорелль (фр. Jean-Philippe Daurelle, нар. 28 грудня 1963) — французький фехтувальник на шаблях, бронзовий призер Олімпійських ігор 1992 року, чемпіон світу.

## Виступи на Олімпіадах
| Олімпіада      | Дисципліна          | Місце |
| -------------- | ------------------- | ----- |
| Барселона 1992 | індивідуальна шабля | 9     |
| Барселона 1992 | командна шабля      | 3     |
| Атланта 1996   | індивідуальна шабля | 12    |
| Атланта 1996   | командна шабля      | 5     |